# Michael Rice
Michael Rice (ur. 25 października 1997 w Hartlepool) – brytyjski piosenkarz, reprezentant Wielkiej Brytanii w Konkursie Piosenki Eurowizji 2019

## Życiorys

### Kariera muzyczna
Jest muzycznym samoukiem; gry na pianinie nauczył się poprzez oglądanie filmów na YouTubie. 
W 2014 brał udział w programie The X Factor. W 2018 został laureatem muzycznego programu BBC One All Together Now. W finale zaśpiewał utwór „Crazy in Love” z repertuaru Beyoncé & Jaya-Z oraz „Hallelujah” z repertuaru Leonarda Cohena.
W 2019 z piosenką „Bigger than Us” wygrał brytyjskie eliminacje do reprezentowania Wielkiej Brytanii podczas 64. Konkursu Piosenki Eurowizji w Tel Awiwie. Współautorem tekstu piosenki jest John Lundvik, reprezentant Szwecji w tym samym konkursie. 18 maja wystąpił w finale konkursu i zajął ostatnie 26. miejsce, uzyskując 11 punktów (8 pkt. od jury i 3 pkt. od widzów).

### Życie prywatne
Urodził się w Hartlepool w północno–wschodniej Anglii. Ze strony babki ma irlandzkie korzenie.
Był prześladowany w szkole, ze względu na swe umiejętności muzyczne.

## Dyskografia

### Single
| Rok  | Singel           | Album |
| ---- | ---------------- | ----- |
| 2017 | „Lady”           | —     |
| 2019 | „Bigger than Us” | —     |